# Marquise (Pas-de-Calais)
Pour les articles homonymes, voir Marquise.
Marquise est une commune française située dans le département du Pas-de-Calais en région Hauts-de-France.
Ville de 5 169 habitants au dernier recensement de 2022, appelés les Marquisiens, Marquise est un pôle secondaire du Boulonnais, siège de la communauté de communes de la Terre des Deux Caps, entre Calais et Boulogne-sur-Mer.
Ville touristique de par sa proximité avec le grand site des Deux Caps, Marquise est également un centre économique de par sa géologie ; ses carrières de marbre et de calcaire sont importantes, et ses gisements de houille ont lancé l'exploitation minière dans la région au XVIIe siècle (bien que cette exploitation fût courte, marginale et plutôt artisanale en comparaison avec le bassin minier du Nord-Pas-de-Calais). 
Le territoire de la commune est situé dans le parc naturel régional des Caps et Marais d'Opale et à la jonction de deux paysages tels qu’ils sont définis  dans l’atlas de paysages : les « paysages Boulonnais » et les « paysages des falaises d’Opale ».

## Géographie

### Localisation
Localisée dans l’ouest du département du Pas-de-Calais, la commune de Marquise est située dans le Boulonnais, au bord des marais de la Slack, à 12 km au nord de Boulogne-sur-Mer (aire d'attraction et chef-lieu d'arrondissement), 19 km au sud-ouest de Calais ainsi qu'à 100 km de Lille et 220 km de Paris à vol d'oiseau.
Il s'agit d'une commune arrière-littorale située à seulement 7,5 km de la Manche, au niveau du village d'Ambleteuse. Elle est également située à proximité des stations balnéaires de Wimereux et Wissant, et des caps Gris-Nez et Blanc-Nez, sites naturels classés, qui constituent les points du littoral français les plus proches de l'Angleterre.
Le territoire de la commune est limitrophe de ceux de neuf communes.
Les communes limitrophes sont Leulinghen-Bernes, Ambleteuse, Bazinghen, Beuvrequen, Ferques, Offrethun, Rinxent, Wierre-Effroy et Wimille.

### Géologie et relief
La superficie de la commune est de 13,46 km2 ; son altitude varie de 1  à   67 m.
Le sous-sol de Marquise, riche en calcaire (oolithique, gris jaunâtre, solide, compact et tendre) et marbres du Boulonnais, présente une géologie remarquable. Ces roches appartiennent à l'ensemble des carrières du Boulonnais ainsi que des carrières de la Vallée Heureuse (les derniers à proposer une activité marbrière) datant du Carbonifère (terrain primaires). C'est la richesse du sous-sol de Marquise qui a rendu le bassin intercommunal renommé.

### Hydrographie
Le territoire de la commune est situé dans le bassin Artois-Picardie.
Marquise présente un réseau hydrographique développé avec les six cours d'eau suivants :
- Le fleuve côtier la Slack qui coule au sud de la ville[4] ;
- la Fausse rivière qui coule vers l'ouest et rejoint le ruisseau de Bazinghen[5],[6] qui constitue la limite communale ouest, cette rivière étant un affluent de la Slack ;
- le Crembreux, qui coule depuis Rinxent à l'est, rejoint la Slack au sud de la ville, juste avant la confluence avec le Poché, dont les eaux proviennent du sud[7],[8] ;
- le Ruisseau de Quelles qui prend sa source dans la commune de Wierre-Effroy et conflue dans la Slack au niveau de la commune[9] ;
- le Cotten qui prend sa source dans la commune et conflue dans un cours d'eau au toponyme hydrographique inconnu au niveau de la commune de Beuvrequen[10] ;
- et trois petits cours d'eau aux toponymes hydrographiques inconnus[11],[12],[13].

« Les prés entre deux rivières » sont une zone basse, inondable.

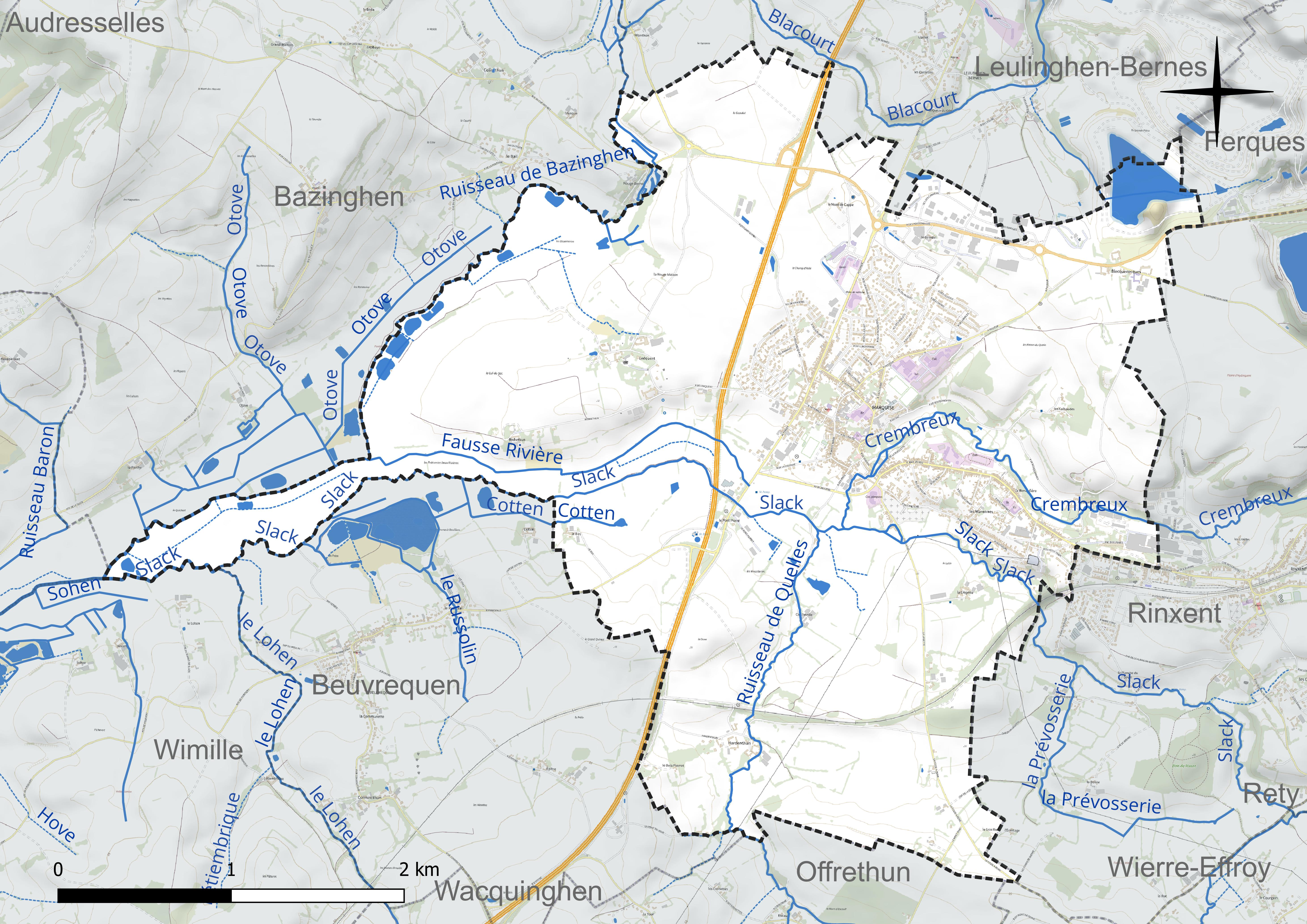
Réseau hydrographique de Marquise.

### Climat
Pour des articles plus généraux, voir Climat des Hauts-de-France et Climat du Nord-Pas-de-Calais.
En 2010, le climat de la commune est de type climat océanique franc, selon une étude du Centre national de la recherche scientifique (CNRS) s'appuyant sur une série de données couvrant la période 1971-2000. En 2020, Météo-France publie une typologie des climats de la France métropolitaine dans laquelle la commune est exposée à un climat océanique et est dans la région climatique Côtes de la Manche orientale, caractérisée par un faible ensoleillement (1 550 h/an) ; forte humidité de l’air (plus de 20 h/jour avec humidité relative > 80 % en hiver), vents forts fréquents.
Pour la période 1971-2000, la température annuelle moyenne est de 10,6 °C, avec une amplitude thermique annuelle de 12,9 °C. Le cumul annuel moyen de précipitations est de 821 mm, avec 12,6 jours de précipitations en janvier et 8 jours en juillet. Pour la période 1991-2020, la température moyenne annuelle observée sur la station météorologique la plus proche, située sur la commune de Boulogne-sur-Mer à 12 km à vol d'oiseau, est de 11,2 °C et le cumul annuel moyen de précipitations est de 824,5 mm,. Pour l'avenir, les paramètres climatiques de la commune estimés pour 2050 selon différents scénarios d'émission de gaz à effet de serre sont consultables sur un site dédié publié par Météo-France en novembre 2022.

### Paysages
Pour un article plus général, voir Paysage en France.
La commune est située à la jonction de deux paysages tel qu’ils sont définis dans l’atlas des paysages de la région Nord-Pas-de-Calais, conçu par la direction régionale de l'Environnement, de l'Aménagement et du Logement (DREAL), :
- le « paysage Boulonnais » qui concerne 66 communes, se délimite : au Nord, par les paysages des coteaux calaisiens et du Pays de Licques, à l’Est, par le paysage du Haut pays d’Artois, et au Sud, par les paysages Montreuillois.

Ce paysage, constitué d'une boutonnière bordée d’une cuesta définissant un pays d’enclosure, est essentiellement un paysage bocager composé de 47 % de son sol en herbe ou en forêt et de 31 % en herbage, avec, dans le sud et l’est, trois grandes forêts, celle de Boulogne, d’Hardelot et de Desvres et, au nord, le bassin de carrière avec l'extraction de la pierre de Marquise depuis le Moyen Âge et de la pierre marbrière dont l'extraction s'est développée au XIXe siècle.
La boutonnière est formée de trois ensembles écopaysagers : le plateau calcaire d’Artois qui forme le haut Boulonnais, la boutonnière qui forme la cuvette du bas Boulonnais et la cuesta formée d’escarpements calcaires.
Dans ce paysage, on distingue trois entités : les vastes champs ouverts du Haut Boulonnais ; le bocage humide dans le Bas Boulonnais et la couronne de la cuesta avec son dénivelé important et son caractère boisé.

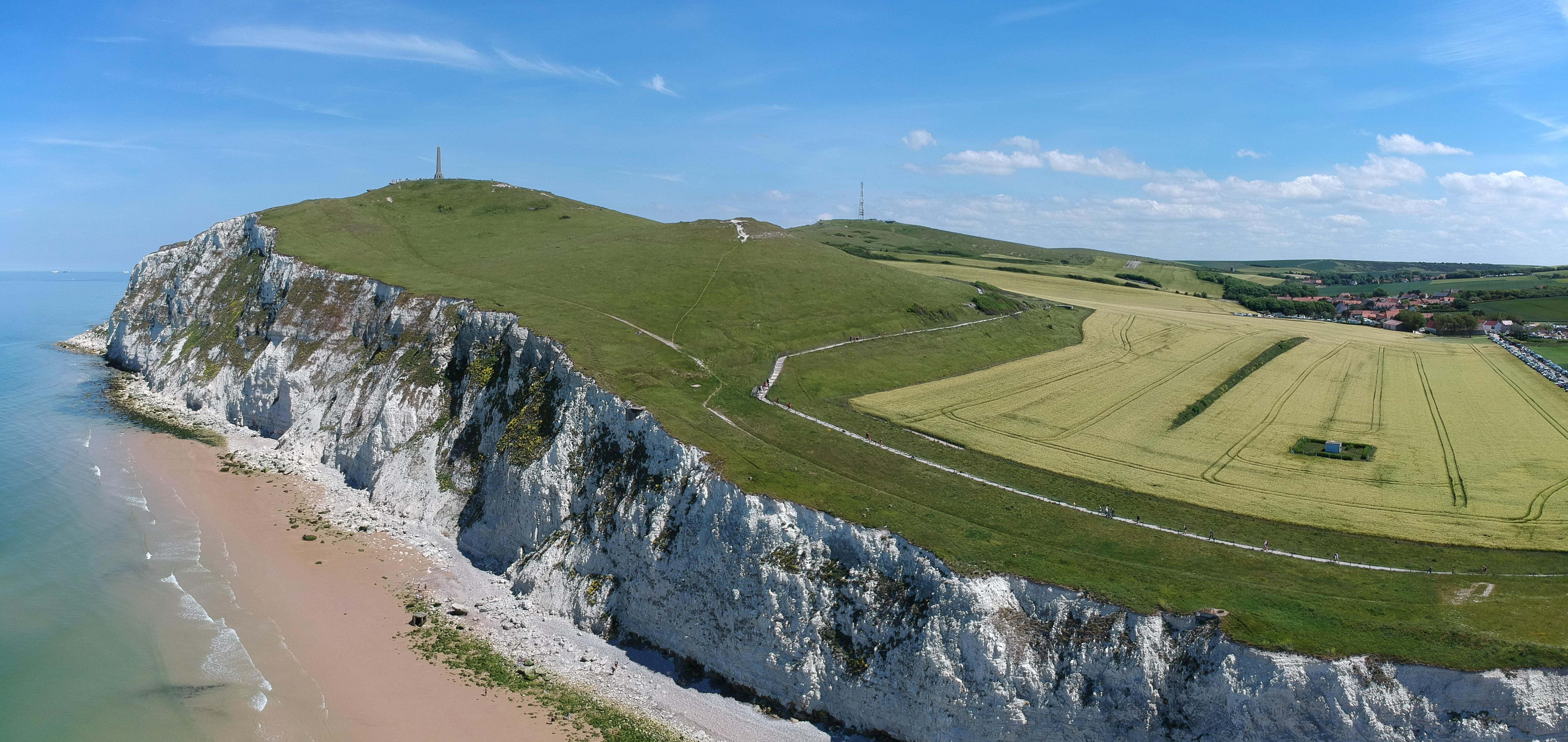
Une vue de ces « paysages des falaises d’Opale » et le cap Blanc-Nez.

- les « paysages des falaises d’Opale », qui concernent 30 communes, s’étendent le long de la côte, d’Équihen-Plage  à Sangatte, sur une bande d’environ 50 kilomètres de long et d’un maximum de 5 kilomètres de large, l'autoroute A 16 étant la frontière à l'est. Ils sont constitués, d’une part, par les falaises d’Opale où se trouve le grand site des Deux Caps qui, avec le cap Blanc-Nez, culmine à 150 mètres, ces falaises offrent un belvédère sur le pas de Calais  avec la possibilité de voir les côtes d’Angleterre, et d’autre part, vers l’intérieur des terres, avec les paysages littoraux qui jouxtent ceux des coteaux calaisiens et du pays de Licques, d'un paysage alternant collines, vallons et bocages.

L’occupation des sols se répartit en 43 % de cultures pour les paysages arrière-littoraux, 20 % de sols artificialisés, 20 % de prairies et forêts et 10 % de plage.
Les crans constituent une des particularités de ces côtes à falaises. Les crans sont des vallées suspendues qui se sont retrouvées le « nez en l’air », soit du fait de l’affaissement du pas de Calais, soit par la baisse du niveau de la mer comme le cran d’Escalles, le cran Mademoiselle, le cran Poulet, le cran Barbier, le cran des Sillers, le cran de Quette et le cran aux Œufs, situés, eux, sur la commune d’Audinghen.
Ces paysages sont traversés par trois fleuves côtiers, la Liane (Boulogne-sur-Mer), le Wimereux (Wimereux) et la Slack (Ambleteuse), et par le sentier de grande randonnée GR 120 ou GR littoral, appelé aussi sentier des douaniers, qui chemine le long de ces paysages et offre un magnifique panorama.

### Milieux naturels et biodiversité

#### Espace protégé et géré
La protection réglementaire est le mode d’intervention le plus fort pour préserver des espaces naturels remarquables et leur biodiversité associée.
Dans ce cadre, la commune fait partie d'un espace protégé : le parc naturel régional des Caps et Marais d'Opale, d’une superficie de 132 499 ha réparties sur 154 communes, géré par le syndicat mixte d'aménagement et de gestion du parc naturel régional des Caps et Marais d'Opale.

#### Zones naturelles d'intérêt écologique, faunistique et floristique
L’inventaire des zones naturelles d'intérêt écologique, faunistique et floristique (ZNIEFF) a pour objectif de réaliser une couverture des zones les plus intéressantes sur le plan écologique, essentiellement dans la perspective d’améliorer la connaissance du patrimoine naturel national et de fournir aux différents décideurs un outil d’aide à la prise en compte de l’environnement dans l’aménagement du territoire.
Le territoire communal comprend deux ZNIEFF de type 1 : 
- la basse vallée de la Slack. Cette large vallée est composée d’un remarquable complexe de prairies alluviales pâturées ou fauchées, plus ou moins longuement inondables et ponctuées de mares et d’étangs de chasse[25] ;
- la vallée de la Slack entre Rinxent et Rety, d’une superficie de 541 ha et d'une altitude variant de 12  à   45 mètres. Cette ZNIEFF correspond à un complexe de prairies pâturées, de cultures intensives et de quelques bois[26].

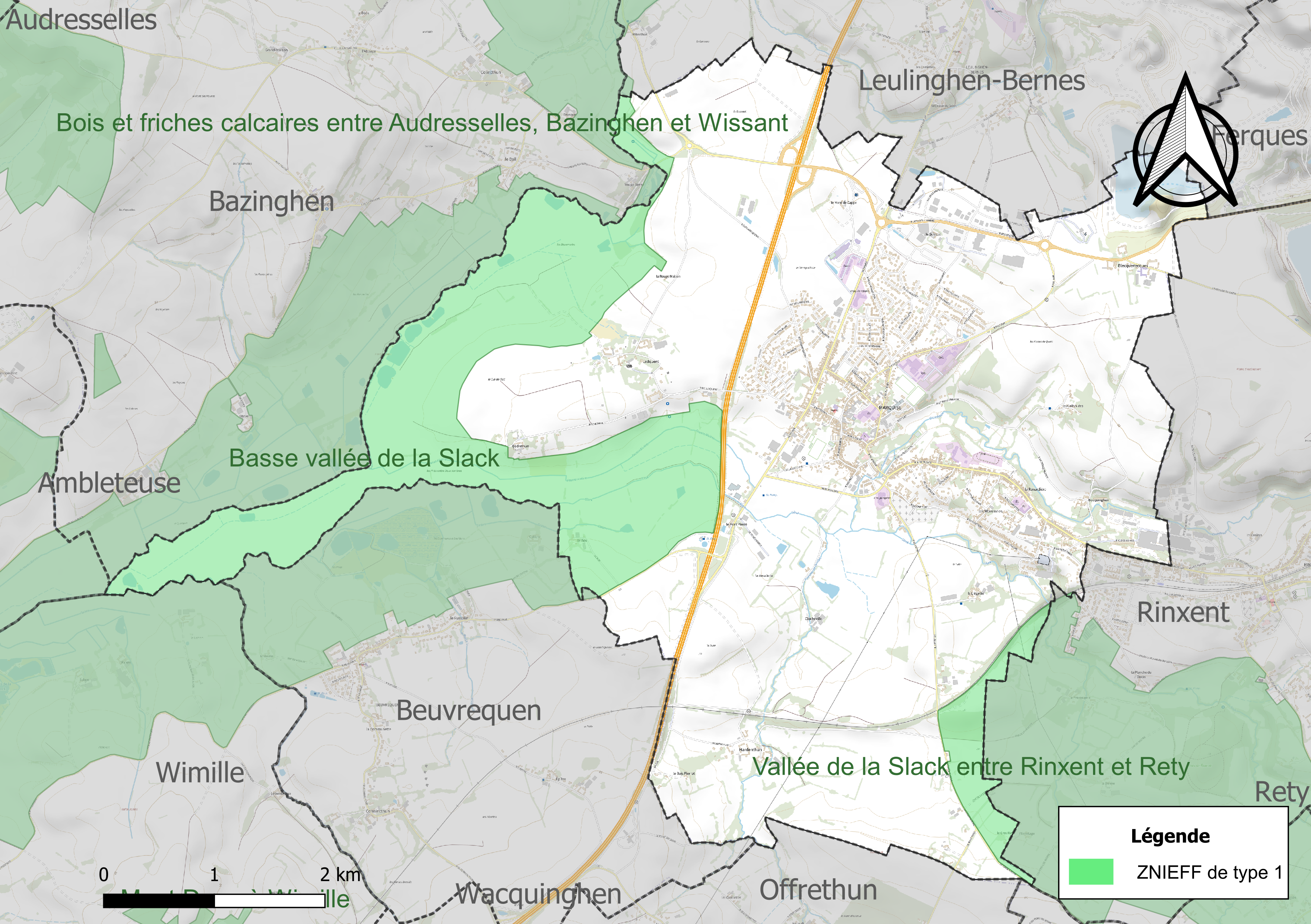
Carte des ZNIEFF sur la commune.

#### Espèces faunistiques et floristiques
L’Inventaire national du patrimoine naturel (INPN) recense plusieurs espèces faunistiques et floristiques sur le territoire de la commune dont certaines sont protégées et d’autres menacées et quasi-menacées.

## Urbanisme

### Typologie
Au 1er janvier 2024, Marquise est catégorisée petite ville, selon la nouvelle grille communale de densité à sept niveaux définie par l'Insee en 2022.
Elle appartient à l'unité urbaine de Marquise, une agglomération intra-départementale regroupant trois  communes, dont elle est ville-centre,,. Par ailleurs la commune fait partie de l'aire d'attraction de Boulogne-sur-Mer, dont elle est une commune de la couronne,. Cette aire, qui regroupe 80 communes, est catégorisée dans les aires de 50 000 à moins de 200 000 habitants,.

### Occupation des sols
L'occupation des sols de la commune, telle qu'elle ressort de la base de données européenne d’occupation biophysique des sols Corine Land Cover (CLC), est marquée par l'importance des territoires agricoles (83 % en 2018), en diminution par rapport à 1990 (87,5 %). La répartition détaillée en 2018 est la suivante : 
terres arables (47,5 %), prairies (35,5 %), zones urbanisées (15 %), mines, décharges et chantiers (2 %). L'évolution de l’occupation des sols de la commune et de ses infrastructures peut être observée sur les différentes représentations cartographiques du territoire : la carte de Cassini (XVIIIe siècle), la carte d'état-major (1820-1866) et les cartes ou photos aériennes de l'IGN pour la période actuelle (1950 à aujourd'hui).

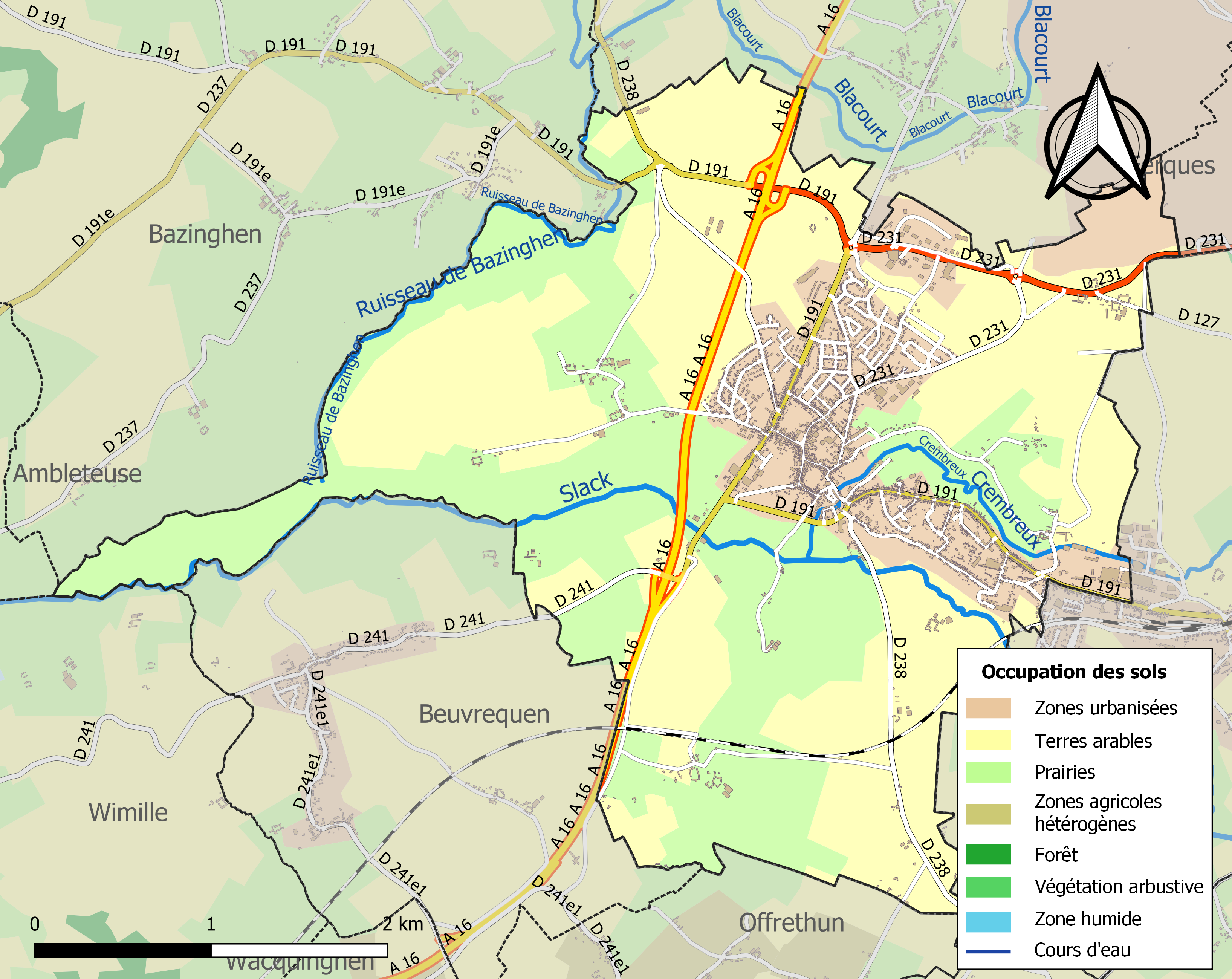
Carte des infrastructures et de l'occupation des sols de la commune en 2018 (CLC).

### Logement
En 2022, le nombre total de logements dans la commune était de 2 368, alors qu'il était de 2 224 en 2016 et de 2 119 en 2011
, soit une progression du nombre total de logements de 11,8 % depuis 2011.
Parmi ces 2 368 logements, 92,0 % étaient des résidences principales, (soit 2 179 logements), 1,8 % des résidences secondaires et 6,2 % des logements vacants. Ces logements étaient pour 85,8 % d'entre eux des maisons individuelles et pour 14,1 % des appartements.
Sur les 2 179 résidences principales, 62,1 % sont occupées par des propriétaires, 35,5 % par des locataires et 2,4 % par des personnes logées gratuitement.
Le tableau ci-dessous présente la typologie des logements à Marquise en 2022 en comparaison avec celle du Pas-de-Calais et de la France entière. Une caractéristique marquante du parc de logements est ainsi la faible proportion des résidences secondaires et logements occasionnels (1,8 %) par rapport au département (6,6 %) et à la France entière (9,7 %) ainsi que d'une proportion de logements vacants (6,2 %) inférieure à celle du département (7,2 %) et de la France entière (8 %).
| Typologie                                               | Marquise | Pas-de-Calais | France entière |
| ------------------------------------------------------- | -------- | ------------- | -------------- |
| Résidences principales (en %)                           | 92,0     | 86,2          | 82,3           |
| Résidences secondaires et logements occasionnels (en %) | 1,8      | 6,6           | 9,7            |
| Logements vacants (en %)                                | 6,2      | 7,2           | 8              |

### Voies de communication et transports
Marquise est située sur l'autoroute A16, qui la traverse du nord (vers Calais) au sud (vers Boulogne-sur-Mer).
Cette autoroute permet de rejoindre en quinze minutes la gare TGV de Calais-Fréthun, qui assure des liaisons avec Londres et Bruxelles en Eurostar ainsi qu'avec Lille et Paris en TGV. La commune abrite également la gare de Marquise - Rinxent, desservie par des TER Nord-Pas-de-Calais entre Boulogne et Calais.
La commune est également desservie par les bus du réseau interurbain départemental Oscar.

### Risques naturels et technologiques

#### Risque inondation
La commune est reconnue en état de catastrophe naturelle à la suite des inondations et coulées de boue du 1er au 3 novembre 2012.
À la suite du passage des tempêtes Ciarán, Domingos et Elisa et des inondations et coulées de boue qui se sont produites, la commune est reconnue, par arrêté du 14 novembre 2023, en état de catastrophe naturelle pour inondations et coulées de boue sur la période du 2 au 12 novembre 2023, comme 179 autres communes du département.

## Toponymie
Le nom de la localité est attesté sous les formes Marchia au XIe siècle ; Markisa en 1208 ; Marchisia, Markisium et Markisia au XIIIe siècle ; Markise en 1296 ; Maraquise au XIIIe siècle ; Markises en 1340 ; Marquise en 1501 ; Marcquize et Marguison au XVIe siècle ; Markis au XVIIe siècle ; Beaupré pendant la Révolution française puis Marquize en 1793 et Marquise depuis 1801.
Situé au milieu de marais, le bourg a été qualifié du nom anglo-saxon marshes, marches « marais » qui, prononcé en picard, devint « marquise ».
Une autre hypothèse serait le germanique marka, dérivé de *mark, signifiant « limite, frontière » (cf. Marck).
Markijze ou Markize en flamand.

## Histoire
Arnould Ier d'Ardres, (liste des seigneurs d'Ardres), épouse, en 1067, sur les conseils d'Eustache II de Boulogne, Mathilde ou Mahaut de Marquise, fille de Geoffroi, seigneur de Marquise. Elle donne naissance à plusieurs enfants et meurt en couches et est enterrée dans l'église d'Ardres.
Le fils cadet d'Arnould Ier, Geoffroi d'Ardres, fait partie de l'expédition de Guillaume le Conquérant en Angleterre. Il reçoit de son frère Arnould II, seigneur d'Ardres, la terre de Marquise, reçue de leur mère, en échange de ses biens d'Angleterre. Sa descendance prendra le nom de Marquise où elle va prospérer. Il est le père de Baudouin Ier de Marquise dit le Vieil.
Au XIIe siècle, Baudouin le Vieil est seigneur de Marquise. Son fils, Baudouin II de Marquise, surnommé d'Engoudessen et de Caïeu, prend pour femme Adeline de Guînes, fille du comte de Guînes, Baudouin II de Guînes et de Chrétienne d'Ardres. Sa femme devenue veuve va se remarier avec Hugues de Malaunoy.
Le fort et la seigneurie d'Hardenthun, situés sur le territoire de la commune actuelle de Marquise, seront possédés pendant deux cents ans (du XIIIe au XVe siècle) par des seigneurs originaires d'Anvin. Ces personnages vont accoler les deux noms et ainsi devenir une des grandes familles du Boulonnais et de la Picardie : la famille d'Anvin de Hardenthun.
En 1420, le mariage du roi d'Angleterre Henry V avec Catherine de France, fille du roi de France, Charles VI le fou, a lieu dans l'église de Leulinghen (à proximité de Marquise).
En octobre 1543, les Anglais qui peuvent mener facilement des expéditions depuis Calais qu'ils possèdent ravagent Marquise et Audinghen.
Vers 1662, se tient la révolte des Lustucru dans le Boulonnais, en réaction à de nouveaux impôts instaurés par Louis XIV. 250 cavaliers sont envoyés. À Marquise, la cave du curé est pillée. Puis le mouvement prend fin avec l'envoi de 363 personnes aux galères et la suppression de privilèges à la région.
Fin septembre et début octobre 2006, une opération réussie du peloton de gendarmerie local a fait parler de Marquise sur toutes les chaînes de télévision et de radio francophones grâce à la récupération à l'étranger d'un tableau de Maurice Boitel, volé quarante ans auparavant.

## Politique et administration

### Découpage territorial
La commune se trouve dans l'arrondissement de Boulogne-sur-Mer du département du Pas-de-Calais.

#### Commune et intercommunalités
La commune est membre de la communauté de communes de la Terre des Deux Caps dont le siège est dans la commune.

#### Circonscriptions administratives
La commune est rattachée au canton de Desvres.

#### Circonscriptions électorales
Pour l'élection des députés, la commune fait partie de la sixième circonscription du Pas-de-Calais.

### Élections municipales et communautaires

#### Élections municipales 2020
- Maire sortant : Bernard Evrard (DVD)
- 29 sièges à pourvoir au conseil municipal (population légale 2017 : 5 088 habitants)
- 9 sièges à pourvoir au conseil communautaire (CC de la Terre des Deux Caps)

|                          | Bernard Evrard,          | DVD                      | 1 337 | 75,23 | 26 | 8 |  |  |
|                          | Jean-René Bracq          | DVG                      | 440   | 24,76 | 3  | 1 |  |  |
|                          |                          |                          |       |       |    |   |  |  |
| Votes valides            | Votes valides            | Votes valides            | 1 777 | 96,79 |    |   |  |  |
| Votes blancs             | Votes blancs             | Votes blancs             | 22    | 1,20  |    |   |  |  |
| Votes nuls               | Votes nuls               | Votes nuls               | 37    | 2,02  |    |   |  |  |
| Total                    | Total                    | Total                    | 1 836 | 100   | 29 | 9 |  |  |
| Abstention               | Abstention               | Abstention               | 1 865 | 50,39 |    |   |  |  |
| Inscrits / participation | Inscrits / participation | Inscrits / participation | 3 701 | 49,61 |    |   |  |  |

#### Liste des maires
| Période                                  | Période                       | Identité           | Étiquette    | Qualité |
| ---------------------------------------- | ----------------------------- | ------------------ | ------------ | --- |
| 1858                                     | -                             | Marc-Antoine Dubos | -            | Agriculteur |
| Les données manquantes sont à compléter. |                               |                    |              | |
| avril 1945                               | mars 1977 (décès)             | Louis Le Sénéchal  | SFIO puis PS | Instituteur Député du Pas-de-Calais (1951 → 1955, 1967 → 1968 et 1973 → 1977) Président du conseil général du Pas-de-Calais (1946 → 1954) Conseiller général du canton de Marquise (1945 → 1976) |
| mars 1977                                | juin 1995                     | Pierre Pollet      | PS           | Professeur |
| juin 1995                                | 1998 (démission)              | Jean Lenglet       | RPR          | Chef d'entreprise retraité |
| 1998                                     | mars 2001                     | Bernard Deram      | RPR          | Médecin généraliste |
| mars 2001                                | novembre 2011 (démission)     | Martial Herbert    | PS           | Professeur agrégé de géographie Conseiller général du canton de Marquise (1988 → 2015) Président de la CC de la Terre des 2 Caps (2001 → 2014)                                                   |
| novembre 2011                            | mars 2014                     | Jean-René Bracq    | PS           | Cadre France Télécom |
| mars 2014                                | décembre 2023 (démission)     | Bernard Evrard     | DVD          | Fonctionnaire des impôts retraité, Réélu pour le mandat 2020-2026, |
| 16 janvier 2024                          | En cours (au 17 janvier 2024) | Olivier Leroy      |              | Fonctionnaire retraité |

## Population et société

### Démographie
Les habitants de la commune sont appelés les Marquisiens.

#### Évolution démographique
L'évolution du nombre d'habitants est connue à travers les recensements de la population effectués dans la commune depuis 1793. Pour les communes de moins de 10 000 habitants, une enquête de recensement portant sur toute la population est réalisée tous les cinq ans, les populations de référence des années intermédiaires étant quant à elles estimées par interpolation ou extrapolation. Pour la commune, le premier recensement exhaustif entrant dans le cadre du nouveau dispositif a été réalisé en 2007.

En 2022, la commune comptait 5 169 habitants, en évolution de +1,13 % par rapport à 2016 (Pas-de-Calais : −0,72 %, France hors Mayotte : +2,11 %).
| 1793  | 1800  | 1806  | 1821  | 1831  | 1836  | 1841  | 1846  | 1851  |
| ----- | ----- | ----- | ----- | ----- | ----- | ----- | ----- | ----- |
| 1 567 | 1 359 | 1 388 | 1 630 | 2 037 | 2 060 | 2 108 | 2 548 | 2 709 |

| 1856  | 1861  | 1866  | 1872  | 1876  | 1881  | 1886  | 1891  | 1896  |
| ----- | ----- | ----- | ----- | ----- | ----- | ----- | ----- | ----- |
| 3 284 | 3 925 | 4 380 | 4 017 | 4 359 | 4 333 | 3 930 | 3 511 | 3 211 |

| 1901  | 1906  | 1911  | 1921  | 1926  | 1931  | 1936  | 1946  | 1954  |
| ----- | ----- | ----- | ----- | ----- | ----- | ----- | ----- | ----- |
| 3 308 | 3 560 | 3 517 | 3 815 | 3 693 | 3 818 | 3 903 | 3 975 | 4 327 |

| 1962  | 1968  | 1975  | 1982  | 1990  | 1999  | 2006  | 2007  | 2012  |
| ----- | ----- | ----- | ----- | ----- | ----- | ----- | ----- | ----- |
| 4 802 | 4 991 | 4 953 | 4 731 | 4 453 | 4 580 | 5 007 | 5 067 | 5 141 |

| 2017  | 2022  | - | - | - | - | - | - | - |
| ----- | ----- | - | - | - | - | - | - | - |
| 5 088 | 5 169 | - | - | - | - | - | - | - |

#### Pyramide des âges
En 2022, le taux de personnes d'un âge inférieur à 30 ans s'élève à 36,7 %, soit au-dessus de la moyenne départementale (35,9 %). À l'inverse, le taux de personnes d'âge supérieur à 60 ans est de 24,1 % la même année, alors qu'il est de 25,8 % au niveau départemental.
En 2022, la commune comptait 2 484 hommes pour 2 685 femmes, soit un taux de 51,94 % de femmes, supérieur au taux départemental (51,59 %).
Les pyramides des âges de la commune et du département s'établissent comme suit :
| Hommes | Classe d’âge | Femmes |
| ------ | ------------ | ------ |
| 0,5    | 90 ou +      | 2,0    |
| 6,4    | 75-89 ans    | 9,7    |
| 14,2   | 60-74 ans    | 15,1   |
| 20,7   | 45-59 ans    | 21,2   |
| 18,6   | 30-44 ans    | 17,8   |
| 19,6   | 15-29 ans    | 16,6   |
| 19,9   | 0-14 ans     | 17,5   |

| Hommes | Classe d’âge | Femmes |
| ------ | ------------ | ------ |
| 0,5    | 90 ou +      | 1,6    |
| 5,6    | 75-89 ans    | 8,9    |
| 16,7   | 60-74 ans    | 18,1   |
| 20,2   | 45-59 ans    | 19,2   |
| 18,9   | 30-44 ans    | 18,1   |
| 18,2   | 15-29 ans    | 16,2   |
| 19,9   | 0-14 ans     | 17,9   |

## Économie

### Revenus de la population et fiscalité
En 2021, la commune compte 2 128 ménages fiscaux, regroupant 4 993 personnes.
Le revenu fiscal médian par ménage, le taux de pauvreté des ménages et la part des ménages fiscaux imposés de la commune, du département du Pas-de-Calais et de la métropole sont les suivants :
- le revenu fiscal médian par ménage de la commune est de 20 210 €, inférieur à celui du département du Pas-de-Calais (20 720 €) et inférieur à celui de la France métropolitaine (23 080 €)[Insee 13],[Insee 14],[Insee 15] ;
- le taux de pauvreté des ménages de la commune est de 17 %, de 18,4 % au niveau du département et de 14,9 % au niveau de la métropole[Insee 16],[Insee 17],[Insee 18] ;
- la part des ménages fiscaux imposés dans la commune est de 39 %, de 44,1 % au niveau du département et de 53,4 % au niveau de la métropole[Insee 13],[Insee 14],[Insee 15].

### Emploi
|                       | 2011   | 2016   | 2022   |
| --------------------- | ------ | ------ | ------ |
| Commune               | 15,0 % | 17,2 % | 12,1 % |
| Département           | 11,3 % | 13,7 % | 11,2 % |
| France métropolitaine | 11,6 % | 13,7 % | 11,7 % |

En 2022, la population âgée de 15 à 64 ans s'élève à 3 203 personnes, parmi lesquelles on compte 75,1 % d'actifs (66,1 % ayant un emploi et 9,1 % de chômeurs) et 24,9 % d'inactifs,. En 2022, le taux de chômage communal (au sens du recensement) des 15-64 ans est supérieur à celui du département et supérieur à celui de la France métropolitaine.
La commune fait partie de la couronne de l'aire d'attraction de Boulogne-sur-Mer, du fait qu'au moins 15 % des actifs travaillent dans le pôle,. Elle compte 2 202 emplois en 2022, contre 1 905 en 2016 et 1 922 en 2011. Le nombre d'actifs ayant un emploi résidant dans la commune est de 2 140, soit un indicateur de concentration d'emploi de 102,9 et un taux d'activité parmi les 15 ans ou plus de 57,8 %.
Sur ces 2 140 actifs de 15 ans ou plus ayant un emploi, 1 577 travaillent dans la commune, soit 74 % des habitants. Pour se rendre au travail, 83,8 % des habitants utilisent une voiture, un camion ou une fourgonnette, 3,5 % les transports en commun, 7,7 % s'y rendent en deux-roues motorisé, à vélo ou à pied et 5,1 % n'ont pas besoin de transport (travail au domicile).

### Entreprises et commerces

#### Bassin carrier de Marquise
La commune est située dans le bassin carrier de Marquise. Ce bassin carrier est exploité, en 2025, par quatre entreprises : la société des carrières du Boulonnais créée en 1896 (granulats), la société des carrières de la Vallée Heureuse, créée en 1842 (granulats calcaire et pierre et marbre de marquise), la société des carrières de Stinkal (sables et de granulats) et la société magnésie et dolomie de France (pierres ornementales et de construction, de calcaire industriel, de gypse, de craie et d'ardoise). La société des carrières Randon (calcaire industriel, de gypse et de craie) a cessé d'exister en 1996. La production annuelle du site est de dix millions de tonnes de granulats et de 57 millions de m3 de materiaux stériles.
Ce site qui s'étend sur 2 500 hectares, concerne neuf communes : Caffiers, Ferques, Fiennes, Landrethun-le-Nord, Leubringhen, Leulinghen-Bernes, Marquise, Rety, et Rinxent. Il a la particularité de se trouver au sein du parc naturel régional des Caps et Marais d'Opale.  
En 1994, pour une durée de vingt ans, un « plan de paysage de bassin carrier de Marquise » est signé entre les sociétés exploitant les carrières, les neuf communes concernées, le parc naturel régional et les pouvoirs publics. L'objectif de ce plan est que le bassin carrier ait « les mêmes allures et pentes que les collines naturelles du Boulonnais et une base boisée avec des essences locales. Leur sommet restant en landes, milieu à la biodiversité exceptionnelle ». En 2014, un plan réactualisé est de nouveau signé par les différents acteurs pour une durée de 30 ans,.
C'est dans ce bassin carrier qu'est extrait le « marbre Lunel » pour la restauration du sol de la cathédrale Notre-Dame de Paris à la suite de l'incendie de 2019.

## Culture locale et patrimoine

### Lieux et monuments
- L'église Saint-Martin.
- Le monument aux morts, surmonté du coq gaulois[65].
- L'hôtel de ville.
- Les châteaux Mollack, de Ledquent, de la Liégette, Leducq, Desforges, d'Hardenthun.
- Le moulin Taverne.
- Les carrières de marbre.
- Le vieux tilleul de l'église : cet arbre de plus de 600 ans a été classé remarquable et « Arbre historique de France » en 2012[66]. Selon un historien local, « l'arbre date vraisemblablement de 1412. Cet arbre […] repose sur un souterrain, découvert dans les années 50 par un puisatier »[67] La tradition veut que les croisés aient fait escale devant lui en revenant des croisades, de même que le pape Benoît XIII[68] Il aurait été planté à l'occasion de la trêve de Leulinghen, signée entre les Français et Anglais. Endommagé par la tempête de 1978 alors que son feuillage couvrait plus de 500 mètres carrés, il a été élagué et son tronc creux a été rempli de ciment. Selon un journal local de 1904 « Le grand portail de l'église de Marquise est abrité par un vénérable tilleul qui, paraît-il, date de 4 à 500 ans. Le tronc est creux mais les branches se couvrent chaque année d'un feuillage touffu. Naguère, c'est sous cet arbre que les bergers des environs venaient, le dimanche, acheter et vendre des chiens. On a raconté qu'il est arrivé plus d'une fois que des gamins perdus et cachés dans les branches élevées, ont fait pleuvoir sur les bêtes et les gens une pluie qui ne tombait pas précisément du ciel »[69].

### Personnalités liées à la commune
- Victor Hugo (1802-1885), il s'arrête à l'hôtel du Grand Cerf.
- Alphonse Pinart (1852-1911), explorateur et premier donateur du futur musée de l'Homme, né à Marquise.
- Édouard Quénu (1852-1933), chirurgien, né à Marquise.
- Maëva Coucke (1994-), Miss France 2018, originaire des environs de Marquise et ayant effectué sa scolarité à Marquise.

### Héraldique
| Blason de Marquise | Blason  | D'argent à la ruche de gueules, à deux pics de mineur de sable, emmanché d'or, passés en sautoir et un fourquet de brasseur du dernier posé en pal, les trois pièces brochant sur la ruche, elle-même accostée de deux abeilles de sable.                                                        |
| Blason de Marquise | Détails | Les abeilles représenteraient la population laborieuse de Marquise, le fourquet représente les brasseurs de bière établis à Marquise et les pics de mineurs l'extraction passée de minerai de fer sur la commune. Création de Léon Pinart, datant d'entre 1863 et 1865, utilisée par la commune. |

## Pour approfondir

#### Bases de données, dictionnaires et encyclopédies
- Ressources relatives à la géographie :   - Insee (communes)
  - Ldh/EHESS/Cassini
- Ressource relative à plusieurs domaines :   - Annuaire du service public français
- Notices d'autorité :   - VIAF
  - BnF (données)
  - IdRef